# Nosotros… los muchachos
Nosotros…los muchachos es una película de Argentina dirigida por Carlos Borcosque sobre su propio guion escrito en colaboración con Jack Hall sobre la obra Tormenta en primavera, de Ramón Gómez Macía que se estrenó el 27 de noviembre de 1940 y que tuvo como protagonistas a Ana Arneodo, Daniel Belluscio, Sebastián Chiola y Oscar Valicelli.

## Sinopsis
En Buenos Aires un juez de menores que intenta proteger a un grupo de canillitas.

## Reparto
- Ana Arneodo
- Daniel Belluscio
- Armando Bo
- Sebastián Chiola
- Rodolfo Crespi
- César Fiaschi
- Rene Fischer Bauer
- Ricardo Grecco
- Gloria Grey
- Tito Gómez
- Salvador Lotito
- Mario Medrano
- Toti Muñoz
- Eduardo Otero
- Semillita
- Oscar Valicelli
- Marcos Zucker
- Eduardo Cahe …Extra

## Comentarios
Roland escribió en Crítica sobre el filme: “Borcosque practica una técnica norteamericana cien por cien, el ritmo gobierna la acción y doblega a sus exigencias personajes y asuntos” en tanto el crítico Calki opinó en	El Mundo:

”A través de sus rápidos enfoques de ambiente….el film cobra vivo interés. El tema está desarrollado un tanto esquemáticamente y el problema social no se resuelve sino a base de buena intención y un obligado convencionalismo.”